# Emile Schelvis
Emile Schelvis (Rotterdam, 8 juni 1959) is een Nederlandse sportjournalist en televisie- en radioproducent.
Van 1978 tot 1981 werkte hij bij het Rotterdams Nieuwsblad, van 1981 tot 1984 bij Het Vrije Volk in Rotterdam en van 1984 tot 1990 bij het voetbalmagazine Voetbal International.
Van 1990 tot 1998 werkte Emile Schelvis bij het NOS-programma Studio Sport, eerst als bureauredacteur, daarna als verslaggever, commentator en presentator. Hij presenteerde onder andere Studio Italia.
Hierna begon hij met een eigen productiebedrijf. Hij maakte in 2000 voor de NCRV de documentaire The Final over de finale tussen Frankrijk en Italië op het EK 2000. 
Hij regisseerde in 2009 de dvd Het laatste gevecht over Pierre van Hooijdonk. 
Sinds 2015 is hij werkzaam bij Ziggo Sport als commentator en presentator. 
Naast zijn werkzaamheden bij Ziggo Sport schoof hij tussen 2010 en 2014 vaak aan als gast bij VI. Italiaans voetbal is zijn specialiteit, daarom wordt hij op NPO Radio 1 regelmatig over dit onderwerp geraadpleegd.